# انتهاكات حقوق الإنسان في الحرب الأهلية الليبية 2011
تلا اندلاع الثورة الليبية اتهامات بانتهاكات لـ حقوق الإنسان من جانب قوات الثوار المناهضة لحكم معمر القذافي والقوات المسلحة والناتو. وتضم الانتهاكات المزعومة الاغتصاب والإعدام دون محاكمة والعنصرية وسوء المعاملة وقصف المدنيين. ولقد ارتكب جميع أطراف النزاع انتهاكات حقوق الإنسان المزعومة ويضم ذلك حلف الناتو وقوات الثوار الليبيين والقوات المسلحة الليبية.

## القوات المسلحة الليبية

### ادعاءات إطلاق النار الممنهج على المتظاهرين
قدم لويس مورينو أوكامبو المدعي العام لـ المحكمة الجنائية الدولية تقديرات تفيد بأنه قد تم قتل ما يقرب من 500 إلى 700 شخص على يد قوات أمن القذافي في شهر فبراير من عام 2011 قبل حتى أن يرفع الثوار السلاح. ويقول أوكامبو في صدر مناقشته لرد فعل الحكومة الليبية على أولى المظاهرات المطالبة بالديمقراطية إن «إطلاق النار على المتظاهرين كان يتم بطريقة ممنهجة».
أنكرت الحكومة الليبية من جانبها أنها قد أصدرت أوامر بقتل المتظاهرين في أيام الانتفاضة الأولى. وقالت إن الجنود تصرفوا دفاعًا عن أنفسهم عندما هاجمتهم الحشود.
لكن يضيف مورينو أوكامبو أنه أثناء الحرب الأهلية المستعرة، «كان يبدو جليًا أن جرائم الحرب ترتكب كجزء من السياسة» على يد القوات الموالية للقذافي.
ويدعم هذا ادعاءات هيومان رايتس ووتش بأنه قد تم إعدام 10 متظاهرين على يد جماعة شبه مسلحة موالية للحكومة في بني وليد في شهر مايو، رغم أن هؤلاء المتظاهرين قد وافقوا على إلقاء أسلحتهم.
أجرت منظمة العفو الدولية تحقيقًا مفصلاً في شهر يونيو من عام 2011 وادعت فيه أنه قد تبين أن العديد من المزاعم المتعلقة بالعقيد معمر القذافي والدولة الليبية إما خاطئة أو تفتقر إلى أي دليل ملموس، مع الإشارة إلى أن الثوار قد بدا أنهم يقومون أحيانًا بإطلاق ادعاءات كاذبة أو يختلقون الأدلة. وحسب تحقيق منظمة العفو الدولية، فقد كانت هناك مبالغة كبيرة في تقدير عدد الضحايا، كما أن بعض المتظاهرين كانوا مسلحين، «وليس هناك دليل على القتل الجماعي للمدنيين مثلما حدث في سوريا أو اليمن» وما من دليل على استخدام الطيران أو الأسلحة الآلية المضادة للطائرات ضد الحشود. كما شكك التحقيق في ادعاءات وسائل الإعلام الغربية بأن حركة التظاهر كانت «سلمية تمامًا» و«كانت تمثل تحديًا في ظل انعدام الأمن.»
لكن ذكر تقرير لاحق عن منظمة العفو الدولية أنه وجد أن "قوات القذافي قد ارتكبت انتهاكات صارخة للقانون الإنساني الدولي، ويشمل ذلك جرائم الحرب وانتهاكات حقوق الإنسان الشاملة، مما يشير إلى ارتكاب جرائم ضد الإنسانية. فلقد قامت تلك القوات عمدًا بقتل وجرح أعداد كبيرة من المتظاهرين العزل وأخضعت المعارضين والنقاد المعروفين للاختفاء القسري والتعذيب وأنواع أخرى من إساءة المعاملة
وقامت باعتقال أعداد كبيرة من المدنيين عشوائيًا. وقامت قوات القذافي بشن هجمات عشوائية وهجمات تستهدف المدنيين أثناء محاولتهم إعادة السيطرة على مصراتة والمناطق الشرقية. فهاجموا المناطق السكنية بالمدفعية وقنابل الهاون والصواريخ. كما استخدموا أسلحة عشوائية بطبيعتها مثل الألغام المضادة للأشخاص والقنابل العنقودية، ولقد تم استخدامها في المناطق السكنية.”
عقد سيف الإسلام القذافي حوارًا في شهر يوليو 2011 مع قناة روسيا اليوم، حيث أنكر ادعاءات المحكمة الجنائية الدولية بأنه هو أو والده العقيد معمر القذافي قد أصدرا أوامر بقتل المتظاهرين المدنيين. وأشار إلى أنه ليس عضوًا في الحكومة أو القوات المسلحة ومن ثم لا يملك سلطة إصدار مثل تلك الأوامر. وحسب ما ذكره سيف الإسلام، فإنه قد أجرى اتصالات مسجلة مع اللواء عبد الفتاح، الذي انضم لاحقًا إلى قوات الثوار، ليطلب منه عدم استخدام القوة ضد المتظاهرين، وأجاب عبد الفتاح أن القوات تهاجم موقعًا عسكريًا حيث اضطرت القوات أن تطلق النار دفاعًا عن نفسها عندما فوجئت بالوضع.

### ادعاءات الاغتصاب الجماعي
أجرت الطبيبة النفسية الليبية، سهام سيرجيوا، استبيانًا مع اللاجئين في تونس ومصر لتوثيق معاناتهم مع الثورة الليبية. وذكرت ما يقرب من 300 سيدة تعرضهن للاغتصاب. ويحتمل أن يكون العدد الحقيقي أكبر كثيرًا عندما نضع في الاعتبار وصمة العار المرتبطة بضحايا الاغتصاب في المجتمع الليبي. ولقد قالت كل امرأة شاركت في الاستبيان وأعترفت أنه قد تم اغتصابها بأنها قد اغتصبت على يد جنود القذافي أو رجال الميليشيا الموالين له.
رغم ذلك ذكرت الأمم المتحدة وخبير جرائم الحرب محمود شريف بسيوني وهيومان رايتس ووتش (HRW) وأطباء بلا حدود ومنظمة العدل الدولية أنه لم يتم العثور على دليل يثبت ارتكاب الحكومة الليبية لجريمة الاغتصاب بطريقة ممنهجة. وذكرت دوناتيلا روفيرا من منظمة العفو الدولية أن ثوار بنغازي قد قاموا عمدًا بتقديم ادعاءات كاذبة أو اختلقوا الأدلة، وذكرت مثالاً عن قول الثوار أنهم قد عثروا على صناديق فياجرا أصلية داخل مستودع محترق تمامًا تابع لقوات القذافي. ولقد أثار هذا شكوكًا كبيرة حول ادعاء أن القذافي قد سلم الجنود أقراص الفياجرا ليزيد من قدرتهم على اغتصاب النساء.
قامت أطباء من أجل حقوق الإنسان (PHR) بتجميع شهادات من شهود عيان ذكروا أن قوات القذافي حولت مدرسة إعدادية إلى مركز اعتقال حيث كان يتم اغتصاب السيدات والفتيات اللاتي لم تتجاوز أعمارهن 14 عامًا. كما ذكرت المنظمة أيضًا حدوث جرائم شرف كرد فعل على عمليات الاغتصاب هذه.

### استخدام الألغام كسلاح حرب
أكدت منظمة هيومان رايتس ووتش ادعاءات الثوار بشأن انتشار زرع الألغام على يد القوات الحكومية الليبية كسلاح حرب. ولقد وجدت المنظمة الألغام في ستة مواقع مختلفة على الأقل في ليبيا، ويوجد معظم تلك الألغام على الخطوط الأمامية لقوات القذافي. ولم يتم فقط زرع الألغام المضادة للدبابات، ولكن أيضًا تم زرع الألغام المضادة للأشخاص، الأمر الذي يمثل خطرًا دائمًا على المدنيين.

### قصف المناطق المدنية
وجهت جماعات حقوق الإنسان اتهامات لقوات القذافي بقصف المدن بالأسلحة الثقيلة مما يعرض حياة المدنيين للخطر بصورة عشوائية. وتشير معظم الاتهامات إلى حصار مصراتة، حيث اتهمت قوات القذافي باستهداف المستشفيات والمناطق المدنية وكذلك استخدام القنابل العنقودية المحرمة دوليًا من إنتاج إسبانيا كذخيرة مما عرض حياة المدنيين للخطر.

### انتهاكات أخرى في حق غير المقاتلين
يوثق تقرير صادر عن هيومان رايتس ووتش «احتلال المستشفيات وإرهاب العاملين فيها» على يد القوات الموالية للحكومة في يفرن في الجبال الغربية، الأمر الذي عرض حياة المرضى للخطر وأرهب العاملين في المستشفى بما يخالف القوانين الدولية.
أصدرت منظمة أطباء من أجل حقوق الإنسان تقريرًا في أغسطس من عام 2011 وثقت فيه انتهاكات صارخة لحقوق الإنسان وقدمت الأدلة على ارتكاب جرائم حرب وجرائم محتملة ضد الإنسانية في مصراتة. وتضم النتائج التي توصلت إليها المنظمة قيام قوات القذافي باستخدام المدنيين كدروع بشرية ومهاجمة عربات الإسعاف التي تحمل شعار الصليب الأحمر، وتدمير المباني الدينية وتعمد ترك المدنيين يتضورون جوعًا. كما قدمت المنظمة في التقرير نفسه دليلاً على انتهاكات حيادية الطواقم الطبية، مثل الهجمات على المنشآت الطبية والنقل الطبي والعاملين في مجال الصحة.

## القوات المعارضة للقذافي

### جرائم ضد القانون الإنساني الدولي

#### إعدام أسرى الحرب
لقد تم إلقاء القبض على عدد من جنود الجيش الليبي يتراوح عددهم بين 15 إلى 22 جنديًا في درنة ولقد ذكرت التقارير أنه قد تم إعدامهم في قرية مرتوبة الواقعة على بعد 20 كيلومتر (12 ميل) من درنة. وحسب الرواية الواسعة الانتشار أن هؤلاء الجنود «قد تم إعدامهم على يد الضباط لمخالفتهم الأوامر».
كما تم إعدام مجموعة أخرى تضم 15 أسيرًا ليبيا أسود البشرة علنًا بشنقهم أمام محكمة مدينة البيضاء.

#### قتل وتعذيب الجنود المصابين
تم إدخال رجلين مصابين إلى مستشفى البيضاء يوم 17 فبراير، أحدهما زنجي والآخر بلون قمحي. ولقد تم اتهام الرجلين بمحاربة الثوار. وذكر طبيب يعمل في المستشفى أن الرجل الزنجي قد تم قتله وشنقه على يد الحشود الغاضبة التي تجمعت حول المستشفى. وذكر أيضًا أن الرجل المصاب الآخر قد تم ضربه وإطلاق النار عليه وإعادته مرة أخرى إلى غرفة الطوارئ.

### عمليات السلب والضرب
ذكرت هيومان رايتس ووتش قيام قوات الثوار بعمليات سلب للممتلكات الخاصة وضرب لمن يدعى تعاطفهم مع القذافي في أربع مدن تقع في الجبال الغربية سيطرت عليها المعارضة في شهر يونيو. ولقد تعهد المجلس الانتقالي الوطني (NTC) حينئذٍ بمحاسبة المتسببين في تلك الهجمات ومنع تلك الانتهاكات في المستقبل.

### قتل المدنيين
قتل الثوار العديد من المدنيين، من بينهم الرجال والنساء والأطفال أثناء معركة سرت، بينما ذكرت تقارير أيضًا قيام الثوار بعمليات سلب ونهب في حق السكان المحليين. فحسب ما ذكره أحد سكان المدينة «لقد كان الثوار أسوأ من الجرذان. وحلف الناتو مثله مثل أسامة بن لادن.» وذكرت سيدة محلية أخرى «لقد كنا نعيش مناخًا ديمقراطيًا في ظل حكم معمر القذافي، فهو لم يكن ديكتاتورًا. لقد كنت أعيش في حرية كسيدة ليبية تتمتع بكامل حقوق الإنسان. فالمسألة ليست أننا نريد معمر القذافي مرة أخرى، بل نريد أن نعيش مثلما كنا من قبل.» وتقول سيدة مسنة محلية «إنهم يقتلون أطفالنا. لماذا يفعلون ذلك؟ ومن أجل من؟ لقد كانت حياتنا أفضل من قبل!»

### الضربات الجوية للناتو
ادعت الحكومة الليبية أنه قد تم قتل 85 مدنيًا يوم 9 أغسطس في الضربات الجوية التي شنها الناتو على مدينة ماجر بالقرب من زليتن. بينما ذكر المتحدث الرسمي باسم الناتو أنهم كانوا يستهدفون أربع منشآت تم فيها تدمير تسع مركبات وأن ادعاء الحكومة «ليس مدعومًا بأي معلومات حقيقية متوفرة عن الموقع». وأعلنت الحكومة الليبية الحداد لمدة ثلاثة أيام. ولقد تم أخذ المراسلين لاحقًا إلى إحدى المستشفيات ليروا 30 جثة على الأقل من بينها جثتان لطفلين صغيرين على الأقل. وزعمت الحكومة الليبية أن جثث قتلى الضربات الجوية الآخرين قد نقلت إلى مستشفيات أخرى. ولكن لم يتم إثبات أي من هذين الإدعاءين بصورة مستقلة، رغم أن بعض وسائل الإعلام قد توصلت إلى نتيجة وهو أنه يبدو من المنطقي أن شيئًا مروعًا قد حدث نتيجة وجود 14 جثة على الأقل في مستشفى واحدة، ومن بينها جثة رضيع.
ذكر سفير روسيا لدى الأمم المتحدة فيتالي تشوركين أنه من الأهمية بمكان أن يصدر المجلس قرارًا بإجراء تحقيقات حول اشتراك الناتو في الحرب الأهلية الليبية «في ظل حقيقة أن قادة الناتو قد أقنعونا أن حملاتهم لم تخلف وراءها أية ضحايا». وصفت الولايات المتحدة وفرنسا طلب روسيا بإجراء تحقيق بأنه «تشتيت للتركيز» ودعمتا قول سفيرة الولايات المتحدة سوزان رايس: «هذه ازدواجية، هذا أمر زائد وغير ضروري، هذه أفعال بهلوانية». فحسب ما ذكره سفير فرنسا لدى الأمم المتحدة جيرارد أرو هناك تحقيقان مستمران بشأن أفعال الناتو في ليبيا، يجري أحدهما مجلس الأمم المتحدة لحقوق الإنسان ومن المقرر أن يصدر تقريره في شهر مارس وتجري التحقيق الآخر المحكمة الجنائية الدولية.

## أخرى

### ادعاءات حول استخدام مرتزقة أفارقة
اتهم بعض الصحفيين منظمات حقوق الإنسان بتزييف ادعاءات حول استخدام القذافي لمرتزقة جلبهم من مناطق أخرى من إفريقيا لمهاجمة المتظاهرين، ولكن أكد المدير السابق لبروتوكول العقيد نوري مسماري وجود مرتزقة من دول مثل تشاد والنيجر ومالي.

#### اغتصاب الأفارقة
ذكر لاجئون سودانيون من شرقي ليبيا أن رجالاً مسلحين اغتصبوا فتاة سودانية مما أجبرهم على ترك منازلهم. وذكر رجل من غامبيا، أحضرته إلى الصحفيين القوات المعادية للقذافي، أن ثلاث رجال مسحلين أخرجوه من منزله واتهموه بأنه من مرتزقة القذافي وقاموا باغتصاب زوجته.

#### قتل العمال الأجانب والليبيين الزنوج
طالبت الحكومة التشادية بتشكيل قوات ائتلافية لحماية مواطنيها في المناطق التي يسيطر عليها الثوار في ليبيا. وزعمت أنه قد تم اتهام العشرات وإعدامهم بدعوى أنهم من المرتزقة الذين يعملون لصالح القذافي.
ذكر عامل تركي في مجال النفط أنه شهد عملية قتل ما بين 70 إلى 80 سودانيًا وتشاديًا من العمال الأجانب على يد ليبيين باستخدام مقصات التشذيب والفؤوس على خلفية اتهامهم بأنهم من مرتزقة القذافي.
لقد قام بيتر بوكاريت من هيومان رايتس ووتش بزيارة مدينة البيضاء حيث تم احتجاز 156 شخصًا يفترض أنهم من المرتزقة. وذكر بيتر أن هؤلاء الرجال هم حقًا من الليبيين الزنوج من جنوبي ليبيا. وذكر أنه يمكن تفسير دعم الليبيين الزنوج من جنوب البلاد لنظام القذافي بأن القذافي قد حارب من أجل مجابهة التمييز العنصري ضد تلك الجماعات في المجتمع الليبي. وذكر بوكاريت في اللقاء نفسه أيضًا أن الثوار قد أطلقوا سراح هؤلاء الأشخاص بعد أقل من أسبوعين من إلقاء القبض عليهم.

#### الإجلاء القسري لعائلات الزنوج
ذكر اللاجئون السودانيون من شرق ليبيا أن رجالاً مسلحين طافوا بالمنازل منزلاً منزلاً وأجبروهم على ترك منازلهم.

#### قتل العمال المهاجرين العزل
تم رصد حالات لقتل العمال المهاجرين العزل على يد الثوار. ففي 18 من إبريل، وصف مراسل بريطاني، وصل لتوه إلى بنغازي بحرًا قادمًا من مصراتة، المعاناة التي يلاقيها عدد كبير من العمال المهاجرين المحاصرين في مصراتة في تقرير لـ إذاعة بي بي سي 4. فبعد الحديث عن الضحايا أثناء هجوم القوات الحكومية تحدث هذا المراسل عن العمال المهاجرين "...الذين لقوا حتفهم أيضًا على يد المقاتلين الثوار المخطئين. فقد كان هؤلاء العمال يتظاهرون اعتراضًا على الظروف ويطالبون بالعودة إلى أوطانهم، ولقد أدى ذلك في حالتين إلى إطلاق الثوار النار عليهم وقُتل الناس خطأً.”